# Ivarsbjörke

Ivarsbjörke är ett område i norra delen av Sunne socken, på gränsen till Lysvik socken.
Namnet kan även ange namnet på en gård och var en hållplats för tågtrafik för banan Kil - Sunne - Torsby, som låg i Lysvik.